# Fino Mornasco
Fino Mornasco est une commune de la province de Côme dans la région Lombardie en Italie.

## Administration
| Période                                  | Période  | Identité        | Étiquette | Qualité |
| ---------------------------------------- | -------- | --------------- | --------- | ------- |
| 08/06/2009                               | En cours | Giuseppe Napoli |           |         |
| Les données manquantes sont à compléter. |          |                 |           |         |

### Hameaux
Socco, Andrate

### Communes limitrophes
Cadorago, Casnate con Bernate, Cassina Rizzardi, Cucciago, Guanzate, Luisago, Vertemate con Minoprio